# 조어 (언어학)

역사 언어학에서의 트리 모형. 가지가 나뉘는 지점에 있는 것이 조어이다.

비교언어학에서 조어(祖語, 영어: proto-language) 또는 조상 언어는 공통의 역사언어학적 조상을 갖는 여러 언어(어족 또는 그 부분집합)에 대한 공통의 조상이 되는 언어이다.
서로 관련이 있는 언어들을 역사적으로 거슬러 올라가면 어떤 시점에서 하나의 언어가 되는데, 그 언어를 조어라고 한다.
예를 들어 인도유럽어족의 조어는 인도유럽조어, 인도유럽어족의 게르만 어파에 속하는 언어의 조어는 게르만 조어라고 한다.
조어에 관해서는 어느 언어도 문헌이 남아 있지 않기 때문에, 이론적인 재건밖에 할 수 없지만, 로망스어에 있어서의 라틴어(속라틴어)와 같이, 조어에 지극히 가까운 언어가 남아 있는 예는 인도유럽어족 등에서 극히 드물게 발견된다.
조어는 일종의 언어 공동체였을 것으로 생각되지만, 하나의 언어였다는 보장은 없다. 예를 들어 인도유럽어족의 켄툼어파와 사템어파는 인도유럽조어의 단계에서도 다른 방언이었다고 생각되고 있지만, 거슬러 올라가면 이것들이 다시 하나의 방언에서 파생된 것인지 그렇지 않은지는 알 수 없다.
이러한 연구의 과정에서, 어느 단어가 현존하는 문헌이나 구두 조사에서 얻은 것이 아니라, 비교 언어학으로부터 추정되었을 경우, "*"표시를 하고, 예를 들면 "*k"등으로 쓴다. 이것을 추정형이라고 한다.

## 같이 보기
- 역사 언어학
- 세계 조어
- 조어 목록